# London Cowboys
Les London Cowboys sont un groupe de rock 'n' roll qui se fit entendre de 1980 à 1986.
Formé par Steve Dior (chanteur) et Barry Jones (guitariste gaucher à la Les Paul junior) le groupe sort son premier album, Animal Pleasure en 1982. Ce titre et la photo de la pochette, tirée du film The Tattered Dress, donnent le ton. Ce sera un disque résolument rock 'n' roll où la chanson/titre de l'album mais aussi des morceaux comme Hook Line and Sinkere, Reggae Cop ou Wow Wow, Oui Oui illustrent la philosophie du groupe qui trouve son slogan dans l'avant dernier morceau du disque : « It's got to be now or never ! That's my design for living! ».
Tony James à la basse et Terry Chimes (batteur de The Clash à leurs débuts et leur fin) composent une section rythmique implacable.
Il n'en est pas de même sur scène puisque le duo Dior/Jones, qui compose tous les titres, restera le noyau dur de la formation et s'entourera de nombreux « remplaçants », allant jusqu'à embaucher un fan bassiste présent dans la salle lors de la ènième défection du bassiste titulaire d'alors. Bien que Jones change ses cordes devant le public lorsqu'il en casse une car il ne possède qu'une seule guitare et que le groupe soit parfois incapable d'accéder aux requêtes des fans qui réclament un morceau figurant au répertoire (les membres « additionnels » du groupe ne l'ont pas répété ou ne le connaissent tout simplement pas), les concerts des London Cowboys sont un concentré d'énergie et de rock comme on en voit peu et les imperfections sont gommées par l'osmose entre le chanteur et le guitariste et la hargne de l'ensemble. On retrouve cette ambiance sur l'album On Stage sorti en 1986 qui se termine par une reprise de Search and Destroy à faire pâlir Iggy et ses Stooges.
Entre ces deux disques, qui marquent peu ou prou le début et la fin de la carrière du groupe, sortira en 1984 un court album de 7 titres intitulé : Tall in the Saddle qui continue de creuser le sillon du rock 'n' roll et ou on retrouve Glen Matlock, bassiste et compositeur des Sex Pistols, à la basse sur tous les morceaux.
Cette formation laisse une petite discographie (3 albums et 7 45 tours sur le label Underdog) et on peut penser que, sans l'instabilité du line-up qui la caractérisait, elle ait pu prendre une place de choix entre Les Rolling Stones et Aerosmith autant grâce à ses compositions excitantes que par la personnalité, la voix et même le physique du chanteur qui était visiblement tombé dans le même tonneau musical que Mick Jagger et Steven Tyler et quand il était petit, faisant par ailleurs beaucoup penser à Johnny Thunders.
Les albums, sortis en 33 tours à l'origine, ont été réédités en 1992 sous la forme de 2 compilations :
- Wow! Wow! Oui!! Oui!! qui reprend l'intégralité du Live et un « best of » des 2 albums en studio
- The Underdog Recordings qui reprend les 2 albums en studio

En 2008, sort une compilation, Relapse, de deux disques, l'un étant intitulé : The Best Of et l'autre : Unrealeased. Ce second CD contient 16 morceaux qui n'étaient jamais sortis à l'époque où le groupe était en activité. Le livret raconte la vie du groupe et rend hommage aux musiciens qui l'ont influencé, côtoyé ou qui ont participé aux enregistrements.
Entre-temps, Steve Dior raconte dans le mensuel Rock & Folk sa vie mouvementée d'ami et de colocataire de Sid Vicious.